# Mi mejor amigo
Mi mejor amigo je argentinský hraný film z roku 2018, který režíroval Martín Deus podle vlastního scénáře. Snímek měl světovou premiéru na Roze Filmdagen Amsterdam LGBTQ Film Festivalu 18. března 2018.

## Děj
Dospívající Lorenzo žije se svými rodiči v Patagonii. Jednoho dnes se u nich objeví Caíto, syn rodinných přátel, kteří procházejí těžkým obdobím a nemohou se o něj postarat. Caíto je svéhlavý a má potíže přizpůsobit se pravidlům. Jednoho dne Caíto Lorenzovi řekne skutečný důvod, proč musel opustit domov.

## Obsazení
| Angelo Mutti Spinetta    | Lorenzo  |
| Lautaro Rodríguez        | Caíto    |
| Guillermo Pfening        | Andrés   |
| Mariana Anghileri        | Camila   |
| Benicio Mutti Spinetta   | Luky     |
| Romana Aleksandra Gulich | Graciana |
| Renata Lizzi             | Candela  |
| Maite Valero             | Mora     |
| Irina Misisco            | Luchi    |
| Joaquin Borovich         | Manu     |

## Ocenění
- Cannes Écrans Juniors – vítěz
- Mezinárodní filmový festival v San Sebastiánu – nominace na cenu Sebastiane